# Colungo
Colungo és un municipi aragonès situat a la província d'Osca i enquadrat a la comarca del Somontano de Barbastre.
El riu Vero separa el termes de Colungo i Alquézar.
La temperatura mitjana anual és de 12,3° i la precipitació anual, 700 mm.
El llogaret d'Asque pertany al municipi.